# Родштейн Максим Едуардович
Максим Едуардович Родштейн (народився 19 січня 1989 року в Ленінграді) - ізраїльський шахіст, гросмейстер (2007).  Переможець чемпіонат світу серед юнаків до 16 років, що проходив у Греції.
Його рейтинг на травень 2020 року — 2614 (190-те місце у світі, 4-те в Ізраїлі).
2006 року виграв чемпіонат Ізраїля із шахів. Розділив перші три місця на 25-му Андорра інтернешнл опені (30 червня – 8 липня 2007) серед 101 учасника. Двічі посідав 2-е місце на чемпіонаті Європи серед юнаків.
2008 року набравши 7 очок з 9-ти допоміг збірній Ізраїля завоювати срібло на 39-й шаховій олімпіаді. Наприклад, він допоміг перемогти тодішніх олімпійських чемпіонів збірну Вірменії. Через кілька місяців перший номер вірмен Левон Аронян запропонував Родштейну місце секунданта у своїй команді. Розділив 1-у сходинку на чемпіонаті Ізраїля 2008, але поступився на тайбрейку. 2011 року розділив 4–10-е місця на Аерофлот опен в Москві. На тому самому турнірі 2012 року він розділив 4–8-е місця.

## Зміни рейтингу
| На цьому місці має відображатися графік чи діаграма, однак з технічних причин його відображення наразі вимкнено. Будь ласка, не видаляйте код, який викликає це повідомлення. Розробники вже працюють для того, щоби відновити штатне функціонування цього графіка або діаграми. | |
| | На цьому місці має відображатися графік чи діаграма, однак з технічних причин його відображення наразі вимкнено. Будь ласка, не видаляйте код, який викликає це повідомлення. Розробники вже працюють для того, щоби відновити штатне функціонування цього графіка або діаграми. |